# F4 (ユニット)
F4（エフフォー / エフスー）は、台湾出身のアイドルグループ。
人気少女マンガ『花より男子』を台湾でドラマ化した作品『流星花園』に出演した4人によって結成され、グループ名も4人が劇中で演じた学園の御曹司4人組「F4」からつけられた。以降、アジアを中心に大変な人気を獲得している。
なお、結成当時は4人とも同じ芸能事務所（福隆經紀公司）に所属していたが、2005年に言承旭が契約満了に伴い、自ら事務所 (Star Jerry) を設立・移籍したのを機に、2009年2月末には呉建豪が契約満了に伴い、自ら設立した事務所 (SMASH and GRAB PRODUCTIONS) に移籍したため、現在は別々の事務所に所属しながらの活動が続いており、同時にソロ活動も活発に行っている。

## 来歴
- 2001年 - ユニット結成しデビュー。デビューアルバム『流星雨』は全世界で400万枚以上の売上を記録した。
- 2003年 - 2004年 この頃から日本ではBS日テレ（2003年）、朝日放送（2004年）などを皮切りに『流星花園』をはじめとするF4ドラマが放映され、30代の女性を中心に知名度・人気が高まり、「日本において、韓流ブームの次に来るであろう華流ブームの火付け役になる」とも言われる。
- 2005年 - 4月に来日、日本でのデビュー曲となる『流星雨』と写真集の発表記者会見を東京で行った。日本では11月23日に4人のソロCDアルバムが同時発売されている。この頃、契約満了に伴い言承旭が自ら事務所 (Star Jerry) を設立し、福隆經紀公司から移籍（その後、マネージメントを周杰倫が設立した杰威爾音樂有限公司 JVR Music Internationalに依頼[2]）。
- 2007年 - 台湾観光大使に任命され4月に4人揃っての来日。この際PRの一環として『SMAP×SMAP』に出演した。その後、第21回日本ゴールドディスク大賞『ザ・ベスト・エイジアン・アーティスト賞』を受賞。この頃、『流星花園』プロデューサーでF4の生みの親でもある柴智屏より、グループ名を「JVKV」に改名すると発表される。当時の柴智屏によると、理由は日本でも『花より男子』がドラマ化され、複数のF4が併存する状況になったことでこれまでグループ名の使用許可を得てきた『花より男子』の出版社である集英社から『流星花園』に関連する仕事以外での使用許可が得られなくなったためと説明。しかしその後、グループ名に関する集英社からの使用差し止め発言は一切なく、『台湾観光局イメージキャラクター限定のネーミング』と判明。本人達は現在も「F4」と名乗っており、公式サイト (F4ever) および後日発売されたCD・DVDなど、すべての名義が「F4」表記のままとなっている。
- 2008年 - 10月3日から10月19日には、初来日公演となる『F4 JAPAN TOUR 2008』が、横浜アリーナ（10月3日・10月4日）、日本武道館（10月7日・10月8日）、大阪城ホール（10月17日・10月18日・10月19日）の3会場・計7公演開催された。
- 2009年 - 2月末に呉建豪が契約満了に伴い、自ら事務所 (SMASH and GRAB PRODUCTIONS) を設立し、福隆經紀公司から移籍（マネージメントは『流星花園』などを手がけた柴智屏らが取締役を務めるコミックリズ株式会社 Comic Ritz KKに依頼[3]）。
- その後、契約満了に伴い、朱孝天、周渝民が福隆經紀公司から移籍。
- 2025年7月12日-五月天が台北にて行ったコンサートにて、4人揃ってサプライズ登場。全員揃っての歌唱は12年振りであった。

## メンバー
- 言承旭（ジェリー・イェン、1977年1月1日（48歳）、B型・台湾出身、本名：廖洋震）
- 呉建豪（ヴァネス・ウー、1978年8月7日（46歳）、A型・アメリカ合衆国出身）
- 朱孝天（ケン・チュウ、1979年1月15日（46歳）、AB型・台湾出身）
- 周渝民（ヴィック・チョウ、1981年6月9日（44歳）、O型・台湾出身、本名：周育民）

言承旭
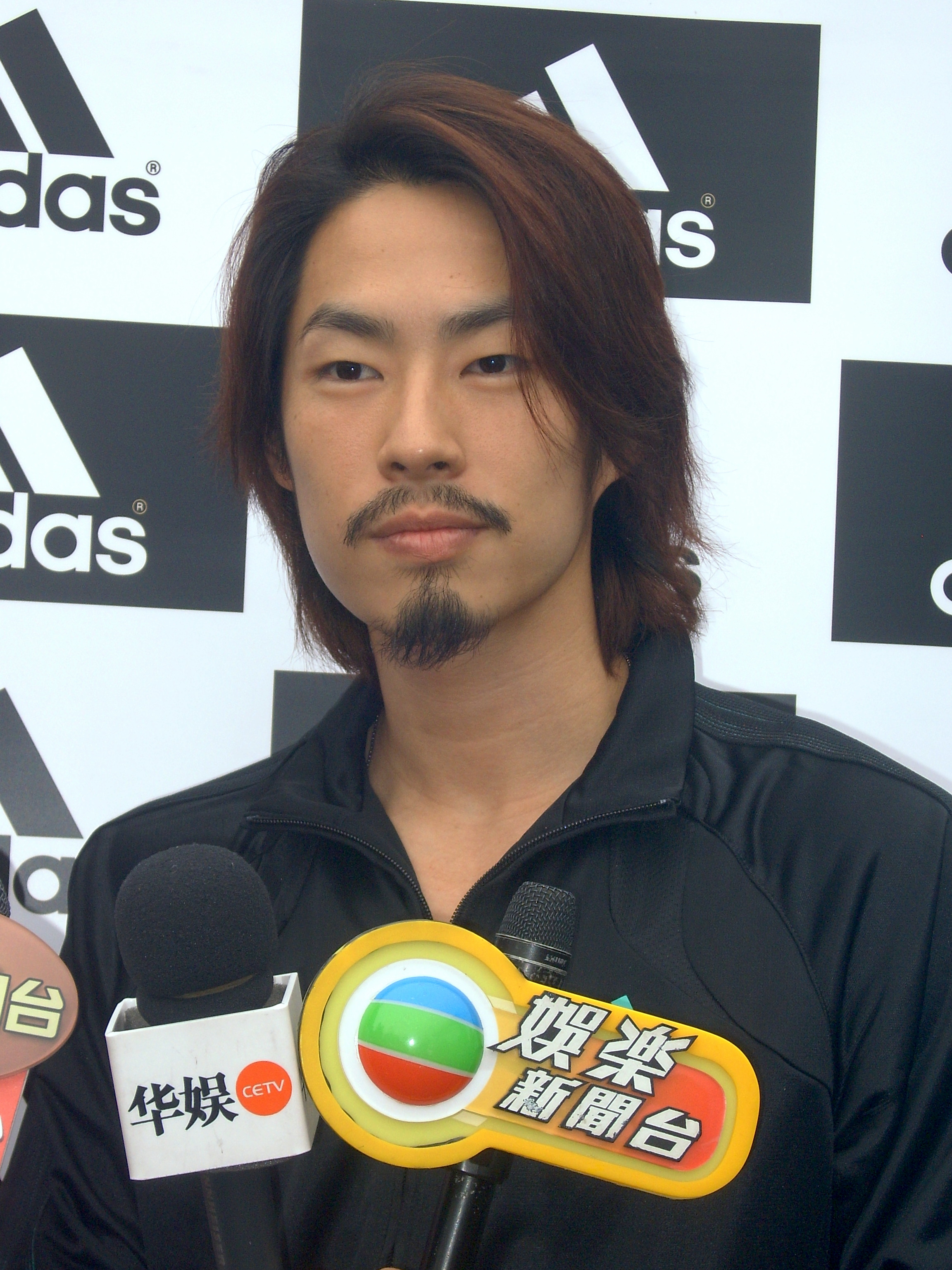
呉建豪
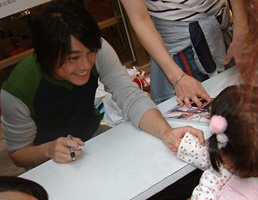
朱孝天
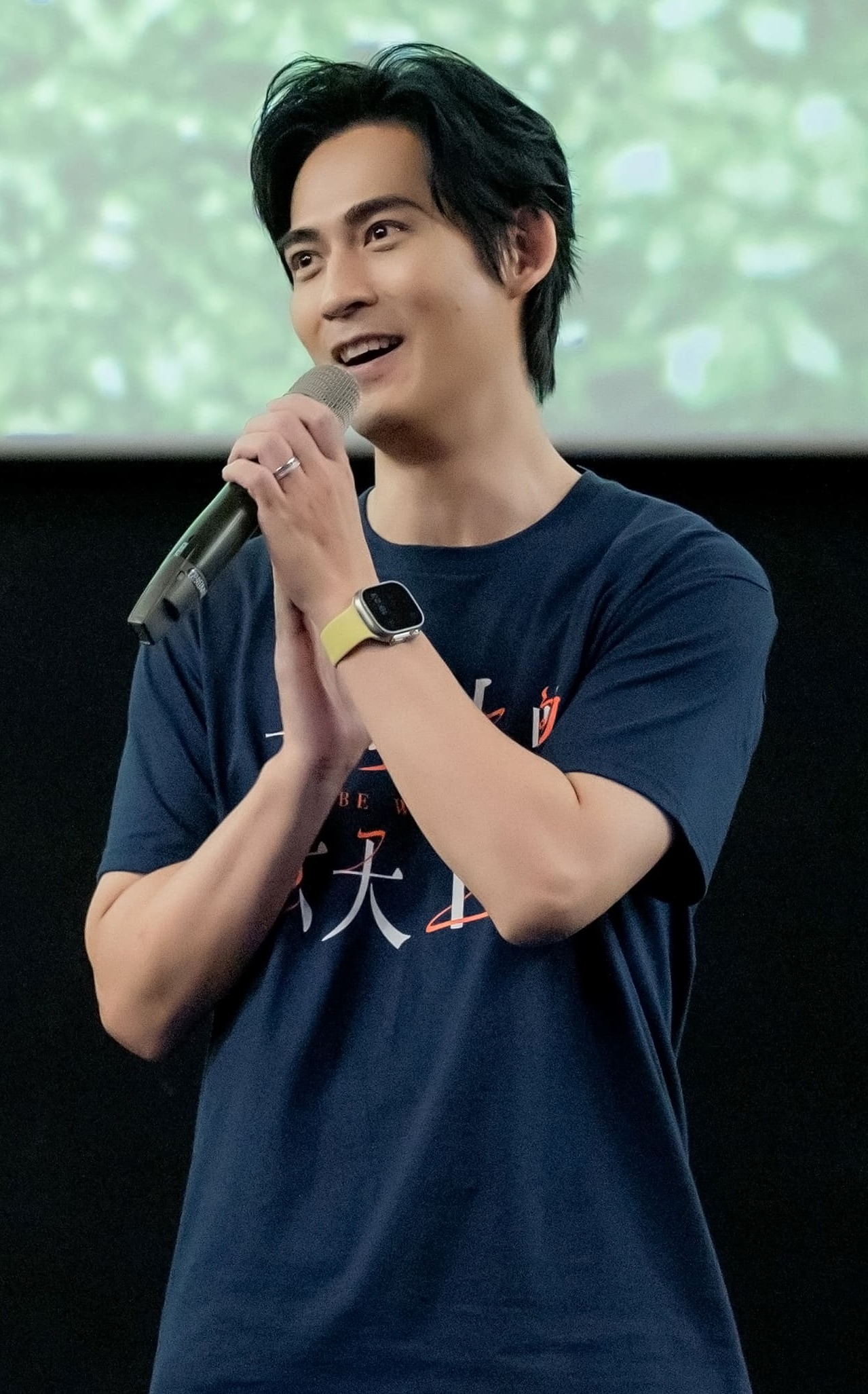
周渝民

## 出演作品

### ドラマ
※4人で出演した作品のみ記述。
- 流星花園〜花より男子〜（原作 : 神尾葉子『花より男子』）（2001年）
- 流星雨（原作 : 神尾葉子『花より男子』、台湾版オリジナルストーリー）（2001年）
- 流星花園II〜花より男子〜（2002年）
- 部屋においでよ（來我家吧〜Come to My place〜） （原作：原秀則『部屋においでよ』） （2002年）

### CM
- F4・台湾観光CM（2007年 - 2008年）

## 音楽活動
※日本で発売したCD・DVDのみ記述。

### シングル
- 『Can't Lose You / 絶不能失去你』 2005年3月24日発売

### アルバム
- 『流星雨 / Meteor Rain』 2005年4月27日発売
- 『Fantasy 4ever / 煙火的季節』 2005年7月20日発売
- 『Waiting For You / 在這裡等你』 2008年2月6日発売

### ベストアルバム
- 『F4 Five Years Glorious Collection』 2007年2月21日発売
- 『FABULOUS』 2008年9月24日発売

### DVD
- 『流星花園 MUSIC PARTY』 2006年5月24日発売
- 『F4 Fantasy Live Concert World Tour At HONGKONG Colocium』 2006年6月21日発売
- 『F4 Five Years Glorious Collection』 2007年3月7日発売
- 『PRECIOUS』 2008年9月24日発売
- 『PRECIOUS II』 2009年2月18日発売

## 書籍

### 写真集
- 『流星花園 Music Party 〜台北1stコンサート』 2001年11月23日発売
- 『COMIC MAN』 2005年3月23日　日本版発売 ISBN 978-4-8275-3047-6
- 『F4 @TOKYO』 2005年7月21日　日本版発売 ISBN 978-4-04-853884-8
- 『TOKYO EDITION Meteor In Barcelona 西班牙之城』 2005年11月16日　日本版発売 ISBN 978-4-7897-2701-3